# The Office (série télévisée, 2001)
Pour les articles homonymes, voir The Office.
Ne doit pas être confondu avec The Office (série télévisée, 2005).
The Office est une série télévisée britannique en 12 épisodes de 29 minutes et deux épisodes de 45 minutes, créée par Ricky Gervais et Stephen Merchant et diffusée entre le 9 juillet 2001 et le 27 décembre 2003 sur BBC Two. En France, cette série a été diffusée à partir du 7 septembre 2002 sur Cinéfaz et rediffusée sur Canal+.

## Synopsis
Cette série met en scène le quotidien des employés de bureau d'une usine de fabrication de papier (la Wernham-Hogg Paper Company), à Slough. Le responsable de ces employés, David Brent, pense être le « patron » idéal, alors qu'il est détesté de certains, et passe ses journées à essayer d'être drôle et populaire en ne faisant qu'empirer les choses.
La série est filmée sans rires enregistrés et sous la forme d'un faux documentaire réalisé par la BBC, alternant des scènes du quotidien des employés durant lesquelles la présence de l'équipe de tournage est souvent suggérée, avec des commentaires des différents personnages adressés directement à la caméra. Dans l'épisode spécial clôturant la série, la BBC retrouve les différents personnages afin de découvrir leur évolution 3 ans après la réalisation du documentaire.

## Distribution
- Ricky Gervais : David Brent
- Lucy Davis : Dawn Tinsley
- Mackenzie Crook : Gareth Keenan
- Martin Freeman : Tim Canterbury
- Patrick Baladi (en) : Neil Godwin
- Ralph Ineson : Chris Finch
- Stirling Gallacher (en) : Jennifer Taylor-Clark

## Récompenses
- BAFTA Award 2002 : Meilleure série comique
- BAFTA Award 2002 : Meilleur acteur pour Ricky Gervais
- BAFTA Award 2003 : Meilleure série comique
- BAFTA Award 2003 : Meilleur acteur pour Ricky Gervais
- BAFTA Award 2004 : Meilleure série comique
- BAFTA Award 2004 : Meilleur acteur pour Ricky Gervais
- Golden Globe Award 2004 : Meilleure série comique
- Golden Globe Award 2004 : Meilleur acteur pour Ricky Gervais

## Épisodes

### Première saison (2001)
1. Restructuration (Downsize)
2. Expérience professionnelle (Work Experience)
3. Le Quiz (The Quiz)
4. Formation (Training)
5. Nouvelle venue (New Girl)
6. Jugement (Judgement)

### Deuxième saison (2002)
1. Fusion (Merger)
2. Évaluation du personnel (Appraisals)
3. La Fête (Party)
4. Motivation (Motivation)
5. Charité (Charity)
6. L'Entretien (Interview)

### Hors saison (2003)
1. Spécial Noël 1/2 (Christmas Special [1/2]) - 45 minutes
2. Spécial Noël 2/2 (Christmas Special [2/2]) - 45 minutes

### Red Nose Day Special (2013)
1. Le Retour de Brent (The Return of Brent) - 10 minutes

## Adaptations

### Télévisées
The Office a donné lieu à plusieurs adaptations. NBC en a produit une version américaine qui a provoqué, après un lancement peu encourageant, l'enthousiasme du public.
En France, Canal+ a adapté la série en une version intitulée Le Bureau, qui n'a connu qu'une saison et peu de succès. Le Québec propose sa propre version depuis octobre 2006, La Job mais fut annulée après une saison.
L'émission allemande Stromberg est inspirée de The Office mais n'est pas considérée comme une adaptation officielle.
Par ailleurs, des adaptations chilienne, indienne, suédoise, tchèque, finnoise et israélienne ont également vu le jour.

### Cinématographique
En 2015, Ricky Gervais réalise David Brent: Life on the Road, film qui revient sur les quinze dernières années de la vie de David Brent,. Le film est un échec commercial.